# Malhada de Pedras
Malhada de Pedras là một đô thị thuộc bang Bahia, Brasil. Đô thị này có diện tích 479,393 km², dân số năm 2007 là 9263 người, mật độ 19,3 người/km².